# Ordoño de Rosales
Gli Ordoño de Rosales (o Ordonno de Rosales o italianizzato in Ordogno de Rosales, poi Ordoño de Rosales Cigalini) sono una famiglia di origini spagnole, ramificatasi a partire dal XVI secolo anche in Italia, in particolare nel Regno di Napoli e nello Stato di Milano.

## Storia
La famiglia Ordoño de Rosales trae le proprie origini dalla nobiltà spagnola nella città di Burgos, in Cantabria. Secondo alcuni storici spagnoli antichi, la famiglia avrebbe origini remote ascrivibili alla famiglia Rosales che fu patrona di un'abbazia e di un sontuoso palazzo annesso che passò in eredità all'ultima figlia di quella casata, Isabella, la quale a sua volta sposò Ordoño Ordóñez, signore di Lemos e Sarria, il quale era discendente diretto di re Ramiro III di León. L'unione tra le due casate è ben visibile anche nello stemma della famiglia che non a caso riporta tre pali neri in campo oro che compongono lo stemma degli Ordoño, il tutto circondato da una banda purpurea con rose d'argento dei Rosales.
Al netto di ricostruzioni agiografiche e poco attendibili tipiche dei genelogisti dell'epoca, è possibile documentare come nel XVI secolo, un ramo della famiglia emigrò in Italia al seguito dell'esercito spagnolo con suo primo rappresentante, il nobile Benedetto Ordoño de Rosales. Secondo lo Spreti questo esponente della famiglia giunse a Napoli al seguito di Ferdinando il Cattolico e, per aver partecipato vittoriosamente alla guerra contro i Turchi, ottenne dallo stesso re Ferdinando il titolo di barone nel Regno di Napoli sul feudo di Colonnella, nell'odierno Abruzzo. Mentre si trovava in Italia prese parte all'assedio di Pavia. Questa ricostruzione contiene tuttavia varie inesattezze. Da altre fonti documentali risulta infatti che Colonnella, già appartenente ad Ascoli, venne da Carlo V tolta alla città marchigiana e devoluta al Regio Fisco, venendo infeudata a Benedetto Rosales intorno al 1528. La causa per il possesso di Colonnella, oggetto di disputa con la città di Ascoli, si sarebbe protratta per diversi anni. Benedetto Rosales aveva inoltre ricevuto i due castelli aquilani di Scoppito e Rocca S. Stefano nell'ambito del processo di assegnazione di sessantasei castelli e terre del contado, raggruppati in quaranta complessi feudali, ad altrettanti capitani spagnoli. Tale assegnazione venne decisa dal viceré Filiberto di Chalon per ricompensare vari ufficiali per il loro apporto alla guerra contro la Francia e alla repressione della rivolta dell'Aquila. Benedetto venne ucciso nel 1583, in età molto avanzata da banditi entrati nel suo palazzo di Colonnella. Il ramo abruzzese della famiglia continuò con Giovanni; in esso troviamo inoltre il celebre bandito Giulio Cesare Rosales, giustiziato nel 1592. Il ramo abruzzese della famiglia si estinse, secondo lo Spreti, con Cassandra, sposatasi con Antonio Pandone dei duchi di Boiano. Un altro figlio di Benedetto, Matteo (1518-1590), prese parte alla soppressione della rivolta dei moriscos agli ordini di Giovanni d'Austria e divenne tesoriere della regina di Spagna. Dei figli di quest'ultimo, il primogenito Lesmes (m. 1627) si trasferì per primo a Milano dove la famiglia continuò nei secoli successivi. Egli fu capitano delle fortezze di Vercelli, Abbiategrasso e Vigevano.
Il figlio di questi, Matteo Francesco (1603-1674), venne inserito a pieno titolo nell'amministrazione del ducato spagnolo di Milano e venne nominato segretario di guerra del marchese di Leganés e pertanto fu lui a trattare l'accordo col duca di Parma e la Repubblica delle Tre Leghe, venendo ricompensato con la nomina a consigliere di stato e tesoriere generale dello Stato di Milano nel 1641. Il 13 febbraio di quello stesso anno, re Filippo IV di Spagna lo investì del feudo e del titolo di conte di Vailate. Nove anni più tardi, la città di Lodi gli conferì la cittadinanza onoraria e nel 1652, Matteo Francesco acquistò il feudo di Castelleone, nel cremonese, con annesso titolo di marchese. Re Filippo IV, in considerazione dei suoi meriti personali, gli concesse una rendita annua di 300 ducati.
Il figlio di Matteo Francesco, Baldassarre (1636-1712), fu cittadino onorario di Alessandria e di Ferrara, nonché consigliere segreto dello Stato di Milano. La dinastia continuò con Diego (1670-1736), il quale nel 1707 venne nominato uno dei LX decurioni della città di Milano e nel 1727 venne eletto senatore. Col suo matrimonio con Teresa Visconti, figlia di Pirro, ottenne il titolo di Grande di Spagna di I classe. Il figlio primogenito di questi, Gaspare Carlo (1709-1791), si laureò in utroque iure a Pavia e fu noto giureconsulto della sua epoca; come il padre fu tra i decurioni della città e dal 1746 raggiunse il grado di vicario di provvisione, operando anche in rappresentanza del Banco di Sant'Ambrogio, la principale istituzione bancaria della città di Milano. Luigi (1749-1820), fu ciambellano dell'arciduca Ferdinando Carlo Antonio d'Asburgo-Lorena (nel periodo in cui fu governatore a Milano) e poi ciambellano dell'imperatore d'Austria. Il suo unico figlio, Gaspare (1802-1887), fu un noto patriota e amico di Giuseppe Mazzini e Carlo Pisani Dossi. Ritiratosi in Svizzera, offrì la sua ospitalità a Mazzini ma rimase in esilio sino al 1859, quando poté rientrare in patria. Dal suo matrimonio con la nobile Maria Cigalini della Torre di Rezzonico, ultima erede della sua casata, ne ottenne l'intero patrimonio a patto di aggiungere al proprio il cognome della moglie e da allora la casata divenne nota come Ordoño de Rosales Cigalini. Il figlio della coppia, Luigi (1837-1901), fu un militare durante la seconda guerra d'indipendenza italiana dove si guadagnò la medaglia d'argento al valor militare; in seguito si dedicò alla scrittura, raccogliendo il lungo e intenso carteggio tra il padre e Mazzini. Con lui la casata continuò, ramificata a Milano e nel comasco.

## Albero genealogico
|                    |                    |                                         |                                                                               |                                                                               |                                                                  |                                            |                                                             |                                                             |                                        |                                                  |                                                  |                                                 |                                                                                       |                                                                                       |                                                                                      |                                                                                      |                                             |                                                  |                                                  |                                              |                                                                         |                                                                         |                                               |                                                                       |                                                                       |                                                |                                        |                                        |                      |                      |                                                                                         |                                                                                         |                                                              |                                                              |                                                                               |                                                                                | |                                                                                        |                                      |
|                    |                    |                                         |                                                                               |                                                                               | Benedetto, I barone di Colonella *1482 †1550 Maria Darze y Leyva |                                            |                                                             |                                                             |                                        |                                                  |                                                  |                                                 |                                                                                       |                                                                                       |                                                                                      |                                                                                      |                                             |                                                  |                                                  |                                              |                                                                         |                                                                         |                                               |                                                                       |                                                                       |                                                |                                        |                                        |                      |                      |                                                                                         |                                                                                         |                                                              |                                                              |                                                                               |                                                                                | |                                                                                        |                                      |
|                    |                    |                                         |                                                                               |                                                                               |                                                                  |                                            |                                                             |                                                             |                                        |                                                  |                                                  |                                                 |                                                                                       |                                                                                       |                                                                                      |                                                                                      |                                             |                                                  |                                                  |                                              |                                                                         |                                                                         |                                               |                                                                       |                                                                       |                                                |                                        |                                        |                      |                      |                                                                                         |                                                                                         |                                                              |                                                              |                                                                               |                                                                                | |                                                                                        |                                      |
|                    |                    |                                         |                                                                               |                                                                               |                                                                  |                                            |                                                             |                                                             |                                        |                                                  |                                                  |                                                 |                                                                                       |                                                                                       |                                                                                      |                                                                                      |                                             |                                                  |                                                  |                                              |                                                                         |                                                                         |                                               |                                                                       |                                                                       |                                                |                                        |                                        |                      |                      |                                                                                         |                                                                                         |                                                              |                                                              |                                                                               |                                                                                | |                                                                                        |                                      |
| Francesco ?-? ?    | Francesco ?-? ?    | Sancia ?-? monaca a Valladolid          | Sancia ?-? monaca a Valladolid                                                | Francesca ?-? monaca a Burgos                                                 | Francesca ?-? monaca a Burgos                                    | Giovanni, II barone di Colonella ?-? ?     | Giovanni, II barone di Colonella ?-? ?                      |                                                             |                                        |                                                  | Matteo *1518 †1590 Beatrice de Rosaz             | Matteo *1518 †1590 Beatrice de Rosaz            |                                                                                       |                                                                                       |                                                                                      |                                                                                      |                                             |                                                  |                                                  |                                              |                                                                         |                                                                         |                                               |                                                                       |                                                                       |                                                |                                        |                                        |                      |                      |                                                                                         |                                                                                         |                                                              |                                                              |                                                                               |                                                                                | |                                                                                        |                                      |
|                    |                    |                                         |                                                                               |                                                                               |                                                                  |                                            |                                                             |                                                             |                                        |                                                  |                                                  |                                                 |                                                                                       |                                                                                       |                                                                                      |                                                                                      |                                             |                                                  |                                                  |                                              |                                                                         |                                                                         |                                               |                                                                       |                                                                       |                                                |                                        |                                        |                      |                      |                                                                                         |                                                                                         |                                                              |                                                              |                                                                               |                                                                                | |                                                                                        |                                      |
|                    |                    |                                         |                                                                               |                                                                               |                                                                  |                                            |                                                             |                                                             |                                        |                                                  |                                                  |                                                 |                                                                                       |                                                                                       |                                                                                      |                                                                                      |                                             |                                                  |                                                  |                                              |                                                                         |                                                                         |                                               |                                                                       |                                                                       |                                                |                                        |                                        |                      |                      |                                                                                         |                                                                                         |                                                              |                                                              |                                                                               |                                                                                | |                                                                                        |                                      |
| · Ramo di Pamplona | · Ramo di Pamplona |                                         |                                                                               |                                                                               |                                                                  | · Ramo di Napoli (estinto nel XVII secolo) | · Ramo di Napoli (estinto nel XVII secolo)                  | Maria ?-? monaca                                            | Maria ?-? monaca                       | Lesmes †1627 1.Barbara d'Egurza 2.Lucrezia Crota | Lesmes †1627 1.Barbara d'Egurza 2.Lucrezia Crota | Alonzo ?-? ?                                    | Alonzo ?-? ?                                                                          | Giovanni ?-? ?                                                                        | Giovanni ?-? ?                                                                       |                                                                                      |                                             |                                                  |                                                  |                                              |                                                                         |                                                                         |                                               |                                                                       |                                                                       |                                                |                                        |                                        |                      |                      |                                                                                         |                                                                                         |                                                              |                                                              |                                                                               |                                                                                | |                                                                                        |                                      |
|                    |                    |                                         |                                                                               |                                                                               |                                                                  |                                            |                                                             |                                                             |                                        |                                                  |                                                  |                                                 |                                                                                       |                                                                                       |                                                                                      |                                                                                      |                                             |                                                  |                                                  |                                              |                                                                         |                                                                         |                                               |                                                                       |                                                                       |                                                |                                        |                                        |                      |                      |                                                                                         |                                                                                         |                                                              |                                                              |                                                                               |                                                                                | |                                                                                        |                                      |
|                    |                    |                                         |                                                                               |                                                                               |                                                                  |                                            |                                                             |                                                             |                                        |                                                  |                                                  |                                                 |                                                                                       |                                                                                       |                                                                                      |                                                                                      |                                             |                                                  |                                                  |                                              |                                                                         |                                                                         |                                               |                                                                       |                                                                       |                                                |                                        |                                        |                      |                      |                                                                                         |                                                                                         |                                                              |                                                              |                                                                               |                                                                                | |                                                                                        |                                      |
|                    |                    | 1.Caterina ?-? Isidro Casado de Acevedo | 1.Caterina ?-? Isidro Casado de Acevedo                                       | 1.Cassandra ?-? badessa di Sant'Agata di Voghera                              | 1.Cassandra ?-? badessa di Sant'Agata di Voghera                 | 1.Diego ?-? cavaliere di Malta             | 1.Diego ?-? cavaliere di Malta                              | 1.Melchiorre ?-? cavaliere di Clatrava                      | 1.Melchiorre ?-? cavaliere di Clatrava | 1.Gaspare Carlo †1642 commendatore di Santiago   | 1.Gaspare Carlo †1642 commendatore di Santiago   | 1.Baldassarre ?-? ?                             | 1.Baldassarre ?-? ?                                                                   | 1.Matteo Francesco, I marchese di Castelleone *1603 †1674 Apollonia Facini            | 1.Matteo Francesco, I marchese di Castelleone *1603 †1674 Apollonia Facini           | 2.Carlo Antonio ?-? protonotario apostolico                                          | 2.Carlo Antonio ?-? protonotario apostolico | 2.Cosilda Dorotea ?-? ?                          | 2.Cosilda Dorotea ?-? ?                          |                                              |                                                                         |                                                                         |                                               |                                                                       |                                                                       |                                                |                                        |                                        |                      |                      |                                                                                         |                                                                                         |                                                              |                                                              |                                                                               |                                                                                | |                                                                                        |                                      |
|                    |                    |                                         |                                                                               |                                                                               |                                                                  |                                            |                                                             |                                                             |                                        |                                                  |                                                  |                                                 |                                                                                       |                                                                                       |                                                                                      |                                                                                      |                                             |                                                  |                                                  |                                              |                                                                         |                                                                         |                                               |                                                                       |                                                                       |                                                |                                        |                                        |                      |                      |                                                                                         |                                                                                         |                                                              |                                                              |                                                                               |                                                                                | |                                                                                        |                                      |
|                    |                    |                                         |                                                                               |                                                                               |                                                                  |                                            |                                                             |                                                             |                                        |                                                  |                                                  |                                                 |                                                                                       |                                                                                       |                                                                                      |                                                                                      |                                             |                                                  |                                                  |                                              |                                                                         |                                                                         |                                               |                                                                       |                                                                       |                                                |                                        |                                        |                      |                      |                                                                                         |                                                                                         |                                                              |                                                              |                                                                               |                                                                                | |                                                                                        |                                      |
|                    |                    |                                         | Gaspare † p. 1674 Anna Violante di Novati Bentivoglio                         | Gaspare † p. 1674 Anna Violante di Novati Bentivoglio                         | Barbara ?-? monaca                                               | Barbara ?-? monaca                         | Melchiorre † p. 1674 Maria Fossati d’Adda senza eredi       | Melchiorre † p. 1674 Maria Fossati d’Adda senza eredi       | Angela ?-? ?                           | Angela ?-? ?                                     | Diego Filippo † p. 1674 senza eredi              | Diego Filippo † p. 1674 senza eredi             | Baldassarre, II marchese di Castelleone *1636 †1712 1 Maria Antonia Ordoño de Rosales | Baldassarre, II marchese di Castelleone *1636 †1712 1 Maria Antonia Ordoño de Rosales | Beatrice ?-? Lucas Patiño de Ibarra                                                  | Beatrice ?-? Lucas Patiño de Ibarra                                                  | Giuseppa ?-? Carlo Arconati                 | Giuseppa ?-? Carlo Arconati                      | Anna ?-? 1.Ottavio Caccia 2.Egidio Melzi         | Anna ?-? 1.Ottavio Caccia 2.Egidio Melzi     | Caterina ?-? Carlo Corio, marchese di Sacconago                         | Caterina ?-? Carlo Corio, marchese di Sacconago                         | Giovanni † infante                            | Giovanni † infante                                                    | Apollonia ?-? Giovanni Galeazzo Bossi di Musso                        | Apollonia ?-? Giovanni Galeazzo Bossi di Musso |                                        |                                        |                      |                      |                                                                                         |                                                                                         |                                                              |                                                              |                                                                               |                                                                                | |                                                                                        |                                      |
|                    |                    |                                         |                                                                               |                                                                               |                                                                  |                                            |                                                             |                                                             |                                        |                                                  |                                                  |                                                 |                                                                                       |                                                                                       |                                                                                      |                                                                                      |                                             |                                                  |                                                  |                                              |                                                                         |                                                                         |                                               |                                                                       |                                                                       |                                                |                                        |                                        |                      |                      |                                                                                         |                                                                                         |                                                              |                                                              |                                                                               |                                                                                | |                                                                                        |                                      |
|                    |                    |                                         |                                                                               |                                                                               |                                                                  |                                            |                                                             |                                                             |                                        |                                                  |                                                  |                                                 |                                                                                       |                                                                                       |                                                                                      |                                                                                      |                                             |                                                  |                                                  |                                              |                                                                         |                                                                         |                                               |                                                                       |                                                                       |                                                |                                        |                                        |                      |                      |                                                                                         |                                                                                         |                                                              |                                                              |                                                                               |                                                                                | |                                                                                        |                                      |
|                    |                    |                                         | Maria Antonia ?-? 1 Baldassarre Ordoño de Rosales, II marchese di Castelleone | Maria Antonia ?-? 1 Baldassarre Ordoño de Rosales, II marchese di Castelleone | Gaspare Ferrante ?-? ?                                           | Gaspare Ferrante ?-? ?                     | Anna Felice ?-? Carlo Paolo Besozzi, conte di Castelbesozzo | Anna Felice ?-? Carlo Paolo Besozzi, conte di Castelbesozzo | Carlo Pio † infante                    | Carlo Pio † infante                              | Carlo Benedetto ?-? gesuita                      | Carlo Benedetto ?-? gesuita                     | Maria Silvia ?-? monaca di San Lazzaro a Milano                                       | Maria Silvia ?-? monaca di San Lazzaro a Milano                                       | Giuseppe ?-? protonotario apostolico e prevosto di Santa Maria in Fulcorina a Milano | Giuseppe ?-? protonotario apostolico e prevosto di Santa Maria in Fulcorina a Milano | Giovanni Michele ?-? gesuita                | Giovanni Michele ?-? gesuita                     | Matteo Francesco †1705 cavaliere di Santiago     | Matteo Francesco †1705 cavaliere di Santiago | Diego, III marchese di Castelleone *1670 †1736 Teresa Visconti Borromeo | Diego, III marchese di Castelleone *1670 †1736 Teresa Visconti Borromeo |                                               |                                                                       |                                                                       |                                                |                                        |                                        |                      |                      |                                                                                         |                                                                                         |                                                              |                                                              |                                                                               |                                                                                | |                                                                                        |                                      |
|                    |                    |                                         |                                                                               |                                                                               |                                                                  |                                            |                                                             |                                                             |                                        |                                                  |                                                  |                                                 |                                                                                       |                                                                                       |                                                                                      |                                                                                      |                                             |                                                  |                                                  |                                              |                                                                         |                                                                         |                                               |                                                                       |                                                                       |                                                |                                        |                                        |                      |                      |                                                                                         |                                                                                         |                                                              |                                                              |                                                                               |                                                                                | |                                                                                        |                                      |
|                    |                    |                                         |                                                                               |                                                                               |                                                                  |                                            |                                                             |                                                             |                                        |                                                  |                                                  |                                                 |                                                                                       |                                                                                       |                                                                                      |                                                                                      |                                             |                                                  |                                                  |                                              |                                                                         |                                                                         |                                               |                                                                       |                                                                       |                                                |                                        |                                        |                      |                      |                                                                                         |                                                                                         |                                                              |                                                              |                                                                               |                                                                                | |                                                                                        |                                      |
|                    |                    |                                         |                                                                               |                                                                               |                                                                  |                                            |                                                             |                                                             |                                        |                                                  |                                                  |                                                 |                                                                                       |                                                                                       |                                                                                      |                                                                                      |                                             | Maria Antonia ?-? monaca di San Lazzaro a Milano | Maria Antonia ?-? monaca di San Lazzaro a Milano | Felice Antonio † giovane                     | Felice Antonio † giovane                                                | Porzia ?-? monaca di Santa Maria a Milano                               | Porzia ?-? monaca di Santa Maria a Milano     | Gaspare Carlo, IV marchese di Castelleone *1709 †1791 Daria Gambarana | Gaspare Carlo, IV marchese di Castelleone *1709 †1791 Daria Gambarana |                                                |                                        |                                        |                      |                      |                                                                                         |                                                                                         |                                                              |                                                              |                                                                               |                                                                                | |                                                                                        |                                      |
|                    |                    |                                         |                                                                               |                                                                               |                                                                  |                                            |                                                             |                                                             |                                        |                                                  |                                                  |                                                 |                                                                                       |                                                                                       |                                                                                      |                                                                                      |                                             |                                                  |                                                  |                                              |                                                                         |                                                                         |                                               |                                                                       |                                                                       |                                                |                                        |                                        |                      |                      |                                                                                         |                                                                                         |                                                              |                                                              |                                                                               |                                                                                | |                                                                                        |                                      |
|                    |                    |                                         |                                                                               |                                                                               |                                                                  |                                            |                                                             |                                                             |                                        |                                                  |                                                  |                                                 |                                                                                       |                                                                                       |                                                                                      |                                                                                      |                                             |                                                  |                                                  |                                              |                                                                         |                                                                         |                                               |                                                                       |                                                                       |                                                |                                        |                                        |                      |                      |                                                                                         |                                                                                         |                                                              |                                                              |                                                                               |                                                                                | |                                                                                        |                                      |
|                    |                    |                                         |                                                                               |                                                                               |                                                                  |                                            |                                                             |                                                             |                                        |                                                  | Daria Teresa ?-? monaca di San Lazzaro a Milano  | Daria Teresa ?-? monaca di San Lazzaro a Milano | Margherita † giovane                                                                  | Margherita † giovane                                                                  | Porzia ?-? monaca della Santissima Annunciata a Milano                               | Porzia ?-? monaca della Santissima Annunciata a Milano                               | Diego ?-? gesuita                           | Diego ?-? gesuita                                | Carlo Ignazio ?-? cavaliere di Malta             | Carlo Ignazio ?-? cavaliere di Malta         | Giuseppe ?-? arciprete del duomo di Milano                              | Giuseppe ?-? arciprete del duomo di Milano                              | Maria Antonia ?-? Giuseppe Belcredi, marchese | Maria Antonia ?-? Giuseppe Belcredi, marchese                         | Gaetano ?-? cavaliere di Malta                                        | Gaetano ?-? cavaliere di Malta                 | Pirro ?-? canonico del duomo di Milano | Pirro ?-? canonico del duomo di Milano | Anna Maria † infante | Anna Maria † infante | Francesco Giulio ?-? prelato domestico di Sua Santità e canonico di San Fedele a Milano | Francesco Giulio ?-? prelato domestico di Sua Santità e canonico di San Fedele a Milano | Tommaso Giovanni † p. 1791 Adelaide Ragazzi Telò senza eredi | Tommaso Giovanni † p. 1791 Adelaide Ragazzi Telò senza eredi | Matteo † p. 1791 ? senza eredi                                                | Matteo † p. 1791 ? senza eredi                                                 | Luigi, V marchese di Castelleone *1749 †1820 Maria Po di Nerviano                                                  | Luigi, V marchese di Castelleone *1749 †1820 Maria Po di Nerviano                      |                                      |
|                    |                    |                                         |                                                                               |                                                                               |                                                                  |                                            |                                                             |                                                             |                                        |                                                  |                                                  |                                                 |                                                                                       |                                                                                       |                                                                                      |                                                                                      |                                             |                                                  |                                                  |                                              |                                                                         |                                                                         |                                               |                                                                       |                                                                       |                                                |                                        |                                        |                      |                      |                                                                                         |                                                                                         |                                                              |                                                              |                                                                               |                                                                                | |                                                                                        |                                      |
|                    |                    |                                         |                                                                               |                                                                               |                                                                  |                                            |                                                             |                                                             |                                        |                                                  |                                                  |                                                 |                                                                                       |                                                                                       |                                                                                      |                                                                                      |                                             |                                                  |                                                  |                                              |                                                                         |                                                                         |                                               |                                                                       |                                                                       |                                                |                                        |                                        |                      |                      |                                                                                         |                                                                                         |                                                              |                                                              |                                                                               |                                                                                | |                                                                                        |                                      |
|                    |                    |                                         |                                                                               |                                                                               |                                                                  |                                            |                                                             |                                                             |                                        |                                                  |                                                  |                                                 |                                                                                       |                                                                                       |                                                                                      |                                                                                      |                                             |                                                  |                                                  |                                              |                                                                         |                                                                         |                                               |                                                                       |                                                                       |                                                |                                        |                                        |                      |                      |                                                                                         |                                                                                         |                                                              |                                                              |                                                                               |                                                                                | Gaspare, VI marchese di Castelleone *1802 †1887 Maria Cigalini della Torre di Rezzonico ORDOÑO DE ROSALES CIGALINI |                                                                                        |                                      |
|                    |                    |                                         |                                                                               |                                                                               |                                                                  |                                            |                                                             |                                                             |                                        |                                                  |                                                  |                                                 |                                                                                       |                                                                                       |                                                                                      |                                                                                      |                                             |                                                  |                                                  |                                              |                                                                         |                                                                         |                                               |                                                                       |                                                                       |                                                |                                        |                                        |                      |                      |                                                                                         |                                                                                         |                                                              |                                                              |                                                                               |                                                                                | |                                                                                        |                                      |
|                    |                    |                                         |                                                                               |                                                                               |                                                                  |                                            |                                                             |                                                             |                                        |                                                  |                                                  |                                                 |                                                                                       |                                                                                       |                                                                                      |                                                                                      |                                             |                                                  |                                                  |                                              |                                                                         |                                                                         |                                               |                                                                       |                                                                       |                                                |                                        |                                        |                      |                      |                                                                                         |                                                                                         |                                                              |                                                              |                                                                               |                                                                                | |                                                                                        |                                      |
|                    |                    |                                         |                                                                               |                                                                               |                                                                  |                                            |                                                             |                                                             |                                        |                                                  |                                                  |                                                 |                                                                                       |                                                                                       |                                                                                      |                                                                                      |                                             |                                                  |                                                  |                                              |                                                                         |                                                                         |                                               |                                                                       |                                                                       |                                                |                                        |                                        |                      |                      |                                                                                         |                                                                                         |                                                              |                                                              |                                                                               | Luigi, VII marchese di Castelleone *1837 †1901 Maria Manasse di Costantinopoli | Luigi, VII marchese di Castelleone *1837 †1901 Maria Manasse di Costantinopoli                                     | Anna Giuseppina ?-? Pietro Genazzini                                                   | Anna Giuseppina ?-? Pietro Genazzini |
|                    |                    |                                         |                                                                               |                                                                               |                                                                  |                                            |                                                             |                                                             |                                        |                                                  |                                                  |                                                 |                                                                                       |                                                                                       |                                                                                      |                                                                                      |                                             |                                                  |                                                  |                                              |                                                                         |                                                                         |                                               |                                                                       |                                                                       |                                                |                                        |                                        |                      |                      |                                                                                         |                                                                                         |                                                              |                                                              |                                                                               |                                                                                | |                                                                                        |                                      |
|                    |                    |                                         |                                                                               |                                                                               |                                                                  |                                            |                                                             |                                                             |                                        |                                                  |                                                  |                                                 |                                                                                       |                                                                                       |                                                                                      |                                                                                      |                                             |                                                  |                                                  |                                              |                                                                         |                                                                         |                                               |                                                                       |                                                                       |                                                |                                        |                                        |                      |                      |                                                                                         |                                                                                         |                                                              |                                                              |                                                                               |                                                                                | |                                                                                        |                                      |
|                    |                    |                                         |                                                                               |                                                                               |                                                                  |                                            |                                                             |                                                             |                                        |                                                  |                                                  |                                                 |                                                                                       |                                                                                       |                                                                                      |                                                                                      |                                             |                                                  |                                                  |                                              |                                                                         |                                                                         |                                               |                                                                       |                                                                       |                                                |                                        |                                        |                      |                      |                                                                                         |                                                                                         |                                                              |                                                              | Ramiro Gastone, VIII marchese di Castelleone *1869 †1933 Maria Antonia Durini | Ramiro Gastone, VIII marchese di Castelleone *1869 †1933 Maria Antonia Durini  | Emanuele, IX marchese di Castelleone *1873 †? 1.Louisa Bagg 2.Wilhelmina Signe Larsson                             | Emanuele, IX marchese di Castelleone *1873 †? 1.Louisa Bagg 2.Wilhelmina Signe Larsson |                                      |
|                    |                    |                                         |                                                                               |                                                                               |                                                                  |                                            |                                                             |                                                             |                                        |                                                  |                                                  |                                                 |                                                                                       |                                                                                       |                                                                                      |                                                                                      |                                             |                                                  |                                                  |                                              |                                                                         |                                                                         |                                               |                                                                       |                                                                       |                                                |                                        |                                        |                      |                      |                                                                                         |                                                                                         |                                                              |                                                              |                                                                               |                                                                                | |                                                                                        |                                      |
|                    |                    |                                         |                                                                               |                                                                               |                                                                  |                                            |                                                             |                                                             |                                        |                                                  |                                                  |                                                 |                                                                                       |                                                                                       |                                                                                      |                                                                                      |                                             |                                                  |                                                  |                                              |                                                                         |                                                                         |                                               |                                                                       |                                                                       |                                                |                                        |                                        |                      |                      |                                                                                         |                                                                                         |                                                              |                                                              |                                                                               |                                                                                | |                                                                                        |                                      |
|                    |                    |                                         |                                                                               |                                                                               |                                                                  |                                            |                                                             |                                                             |                                        |                                                  |                                                  |                                                 |                                                                                       |                                                                                       |                                                                                      |                                                                                      |                                             |                                                  |                                                  |                                              |                                                                         |                                                                         |                                               |                                                                       |                                                                       |                                                |                                        |                                        |                      |                      |                                                                                         |                                                                                         |                                                              |                                                              | Marialina Teodora *1903 †? Pasquale Di Stefano                                | Marialina Teodora *1903 †? Pasquale Di Stefano                                 | Luigi Senatore Ramiro, X marchese di Castelleone *1931 †? ?                                                        | Luigi Senatore Ramiro, X marchese di Castelleone *1931 †? ?                            |                                      |